# Аникеев, Станислав Константинович
Станислав Константинович Аникеев (26 декабря 1946—2 декабря 2015) — советский лыжник и биатлонист. Двукратный призёр чемпионатов СССР по лыжным гонкам, чемпион СССР по биатлону (1977).

## Биография
Представлял команду Вооружённых Сил (СКА) и город Петрозаводск.
Серебряный призёр чемпионата СССР по лыжным гонкам 1976 года, бронзовый призёр чемпионата 1977 года в эстафете в составе сборной Вооружённых Сил.
В 1977 году стал чемпионом СССР по биатлону в гонке патрулей в составе сборной Вооружённых Сил.
По окончании спортивной карьеры перешёл на тренерскую работу. Работал тренером в местной команде Вооружённых Сил, затем в 2000-е годы — в ШВСМ г. Петрозаводска. Входил в руководство федерации лыжных гонок и биатлона Республики Карелия. В 2007 году награждён званием «Заслуженный работник физической культуры Республики Карелия».
Скончался 2 декабря 2015 года.